# کامیلا اسپیرا
کامیلا اسپیرا (آلمانی: Camilla Spira; ۱ مارس ۱۹۰۶ – ۲۵ اوت ۱۹۹۷) هنرپیشه اهل آلمان بود.
از فیلم‌ها یا برنامه‌های تلویزیونی که وی در آن نقش داشته‌است می‌توان به همسران خوش ویندزور و آخرین نفر اشاره کرد.